# Florutz
Florutz (fersentalerisch: Vlarotz, italienisch: Fierozzo) ist eine italienische Gemeinde im Fersental in der Provinz Trient. Die Gemeinde hat 464 Einwohner (Stand 31. Dezember 2023), von denen der Großteil Fersentalerisch, eine bairische Mundart, spricht.

## Geographie
Die Gemeinde setzt sich aus mehreren Streusiedlungen zusammen, die auf der orographisch linken Talseite des Fersentals liegen. Sie umfasst ein Gebiet von 17,94 km², wovon 1181,59 ha auf Ackerland, 1042,42 ha auf Wald und 36,42 ha auf unproduktive Hochgebirgszone entfallen. Das Gemeindegebiet unterteilt sich in drei gleichartige Landstriche: Auserpèrg oder Monte di Fuori, Mitterpèrg oder Monte di Mezzo und Inderpèrg oder Monte di Dentro. Der Sitz der Gemeinde befindet sich in Mitterpèrg, auf 1127 m s.l.m. im Ortsteil Innervlarötz (it. San Felice), der mit Ausservlarötz (it. San Francesco) in Auserperg die beiden Fraktionen der Gemeinde bilden.
Die angrenzenden Gemeinden sind Palai im Fersental im Norden, Sant’Orsola Terme im Westen, Gereut im Süden, sowie Roncegno und Torcegno im Osten.

## Mehrsprachigkeit in der Schule
Seit 1918 war im Fersental Italienisch die einzige Unterrichtssprache der Schulen. Mit der Anerkennung als Minderheitensprache gewannen das Fersentalerische wie auch das Schriftdeutsche wieder an Bedeutung. In der Grundschule von Florutz wird seit einigen Jahren die Mundart als Pflichtfach von der ersten Klasse an angeboten. Darüber hinaus gibt es an dieser als bisher einziger Schule im Trentino – zunächst versuchsweise – zwei Unterrichtssprachen: Italienisch und Deutsch. Eine Untersuchung im Jahre 2009 ergab, dass Kinder mit Kenntnissen in der Mundart erhebliche Vorteile im deutschsprachigen Unterricht gegenüber bisher einsprachig italienischen Mitschülern hatten.